# Valuta di riserva
     Stati Uniti d'America
     Stati che hanno adottato il dollaro USA
     Valute ancorate al dollaro USA
     Valute ancorate al dollaro USA con aggancio regolabile
     Eurozona
     Stati che hanno adottato l'euro
     Valute ancorate all'euro
     Valute ancorate all'euro con aggancio regolabile

Uso mondiale del dollaro USA:
Stati Uniti d'America
Stati che hanno adottato il dollaro USA
Valute ancorate al dollaro USA
Valute ancorate al dollaro USA con aggancio regolabile
Uso mondiale dell'euro:
Eurozona
Stati che hanno adottato l'euro
Valute ancorate all'euro
Valute ancorate all'euro con aggancio regolabile

Una valuta di riserva (o valuta d'ancoraggio) è una valuta che è tenuta in quantità significative da molti governi ed altre istituzioni finanziarie come componente delle loro riserve di divise estere. Inoltre tende ad avere un valore di riferimento internazionale per i prodotti commerciati sul mercato globale, quali petrolio, oro, materie prime, ecc.
Il dollaro USA è stato per oltre 50 anni la predominante valuta di riserva mondiale. Gli accordi di Bretton Woods (1944) imposero che qualsiasi Paese accettasse il cambio della propria moneta con i dollari, e che il dollaro fosse l'unica moneta obbligatoria delle transazioni internazionali, bilaterali o multilaterali (es. una Borsa Valori), commerciali (acquisto di materie prime e/o prodotti finiti) e finanziarie.
Ciò consente al paese di emissione della valuta di comprare beni ad un tasso marginalmente più basso rispetto alle altre nazioni, doventi pagare ad ogni scambio commerciale dei costi di transazione per cambiare la loro valuta in quella richiesta per il pagamento. Ciò consente inoltre al paese emittente la valuta internazionale di prendere a prestito somme di denaro ad un tasso d'interesse più conveniente, grazie alla capillare presenza della valuta stessa in più mercati finanziari.
Al 30 novembre 2015, per il Fondo Monetario Internazionale, nel paniere di valute internazionali di riserva vengono considerati il dollaro USA, l'euro, lo yen, la sterlina inglese e lo yuan cinese.